# روورس-لس-بویس
روورس-لس-بویس (به فرانسوی: Rouvres-les-Bois) یک کمون در فرانسه است که در اندر واقع شده‌است. روورس-لس-بویس ۳۰٫۸۵ کیلومتر مربع مساحت و ۳۴۰ نفر جمعیت دارد و ۱۵۰ متر بالاتر از سطح دریا واقع شده‌است.